# Gibraltarská vlajka

Gibraltarská vlajka
Poměr stran: 1:2

Gibraltarská námořní vlajka
Poměr stran: 1:2

Gibraltarská státní námořní vlajka
Poměr stran: 1:2

Vlajka Gibraltaru, zámořského území Spojeného království, je tvořena listem o poměru stran 1:2, se dvěma pruhy, bílým a červeným, o poměru šířek 2:1. V bílém pruhu je umístěn červený hrad se třemi věžemi. Z hradu visí do červeného pruhu, na žlutém řetězu, žlutý klíč obrácený k žerdi.
Klíč ze znaku na vlajce symbolizuje skutečnost, že Gibraltar je bránou do Středomoří.

## Historie
Vlajka vychází ze znaku, který městu udělil 10. července 1502. Ferdinand Aragonský a Isabela Kastilská. Vlajka byla schválena 8. listopadu 1982 a od vlajek jiných zámořských území Spojeného království se liší tím, že v kantonu neobsahuje britskou vlajku (Union Jack).

## Vyvěšování
Na Gibraltarský národní den (10. září) vyvěšují mnozí obyvatelé vlajky z oken a balkónů. V kulturním centru John Mackintosh Hall je k vidění 4 metry vysoká a 8 metrů dlouhá vlajka Gibraltaru vytvořená z Lega. V době svého vzniku to byla největší legová vlajka. Tvoří ji 393 857 legových dílků.

## Vlajka gibraltarského guvernéra

Vlajka gibraltarského guvernéra Poměr stran: 1:2
Vlajka gibraltarského guvernéra (1875–1939) Poměr stran: 1:2
Vlajka gibraltarského guvernéra (1939–1982) Poměr stran: 1:2